# Min Jin Lee
Pour les articles homonymes, voir Lee.
Min Jin Lee (née le 11 novembre 1968) est une autrice et journaliste coréenne basée à Harlem, New York. Elle est surtout connue pour avoir écrit La famille Han (Free Food for Millionaires) en 2007 et Pachinko en 2017, finaliste du National Book Award et finaliste du Dayton Literary Peace Prize.

## Biographie
Min Jin Lee est née à Séoul en Corée du Sud. Sa famille a immigré aux États-Unis en 1976, alors que Lee avait sept ans. Elle a grandi à Elmhurst, dans le Queens, à New York,. Ses parents possédaient une bijouterie en gros à Koreatown, Manhattan. Nouvelle immigrante, elle a passé beaucoup de temps à la bibliothèque publique du Queens, où elle a appris à lire et à écrire.
Après avoir fréquenté la Bronx High School of Science, Lee étudie l’histoire et est résidente de Trumbull au Yale College dans le Connecticut. Alors qu’elle était à Yale, elle a assisté à son premier atelier d’écriture, dans le cadre d’un cours d’écriture de non-fiction auquel elle s’était inscrite en première année. Elle a étudié le droit au Georgetown University Law Center, puis a travaillé comme avocate d’entreprise à New York de 1993 à 1995. Elle quitte le barreau en raison des heures de travail extrêmes et de sa maladie chronique du foie, décidant de se concentrer sur son écriture,. Elle s’est depuis rétablie de sa maladie du foie.
De 2007 à 2011, Lee a vécu à Tokyo, au Japon. Depuis 2012, elle réside à Harlem.
Min Jin Lee est une cousine de l’actrice Kim Hye-eun.

## Œuvres

### Romans
- La famille Han (2024), Harper Collins.
- Pachinko (2017), Harper Collins.

### Nouvelles
- The Best Girls (2004/2019)
- Axis of Happiness (2004) – 2004 Narrative Prize from Narrative Magazine
- Motherland (2002) – William Peden Prize for Best Short Story, The Missouri Review

## Adaptations
- Pachinko (série télévisée)